# Pine City
Pine City és una població dels Estats Units a l'estat de Minnesota. Segons el cens del 2009 tenia 3.296 habitants.

## Demografia
Segons el cens del 2000, Pine City tenia 3.043 habitants, 1.222 habitatges, i 734 famílies. La densitat de població era de 415,2 habitants per km².
Dels 1.222 habitatges en un 30% hi vivien nens de menys de 18 anys, en un 42,8% hi vivien parelles casades, en un 12,8% dones solteres, i en un 39,9% no eren unitats familiars. En el 34,7% dels habitatges hi vivien persones soles el 19,7% de les quals corresponia a persones de 65 anys o més que vivien soles. El nombre mitjà de persones vivint en cada habitatge era de 2,38 i el nombre mitjà de persones que vivien en cada família era de 3,04.
Per edats la població es repartia de la següent manera: un 25,3% tenia menys de 18 anys, un 10,5% entre 18 i 24, un 25% entre 25 i 44, un 17,9% de 45 a 60 i un 21,3% 65 anys o més.
L'edat mediana era de 37 anys. Per cada 100 dones de 18 o més anys hi havia 84 homes.
La renda mediana per habitatge era de 29.118$ i la renda mediana per família de 37.639$. Els homes tenien una renda mediana de 30.951$ mentre que les dones 20.759$. La renda per capita de la població era de 16.802$. Entorn del 10,8% de les famílies i el 15% de la població estaven per davall del llindar de pobresa.

## Poblacions més properes
El següent diagrama mostra les poblacions més properes.